# Longitarsus ganglbaueri
Longitarsus ganglbaueri  (лат.) — вид листоедов (Chrysomelidae) из подсемейства козявок (Galerucinae). 

## Распространение
Встречается в Центральной Европе на север до юга Англии и юга Швеции, на запад до западной части Франции и центральной части Сицилии, на юг на Балканский полуостров, а также распространён в Крыму, Дагестане, в России на восток до Монголии и в Алжире.

## Экология
Взрослые жуки и их личинки питаются листьями крестовника (Senecio),.

## Подвиды
- Longitarsus ganglbaueri balachovskyi Hoffmann, 1950
- Longitarsus ganglbaueri ganglbaueri Heikertinger, 1912